# Homoneura limnea
Homoneura limnea är en tvåvingeart som först beskrevs av Becker 1895.  Homoneura limnea ingår i släktet Homoneura och familjen lövflugor. Inga underarter finns listade i Catalogue of Life.